# Пантограф
Пантограф (от гръцките корени παντός – всичко, всяко, и γράφω – пиша, от оригиналната употреба за копиране на писмени документи) е лостов механизъм, свързан по специален начин, основан на успоредници, така, че те да се движат в определено отношение помежду си.

## Копиране и чертане
Първият пантограф е направен през 1630 г. от Кристоф Шайнер, който използвал устройството за копиране на чертежи. На едното рамо имало малък показалец, докато на другото се прикрепял писец. При движение на показалеца по диаграмата, нейно копие било изчертавано от писеца върху друг лист. Чрез промяна на позициите на рамената в механизма между рамото с показалеца и пишещото рамо, мащабът на полученото изображение може да се промени. През 1831 г. Уилям Уолъс разработва един по-сложен вариант, наречен ейдограф. Съвременни версии на пантографа могат да се намерят в магазините за играчки.
Томас Джеферсън си направил свой собствен пантограф в дома си в Монтичело.
Пантографът се използва често и за изграждане на „устройства за чертане“. В тези устройства рамената са сглобени по такъв начин, че да държат „пишещото“ рамо под определен ъгъл към рамото „с показалеца“, въпреки че всъщност показалец и писец няма. Рамото с показалеца е закрепено неподвижно към ръба на масата под прав ъгъл, поради което „пишещото“ рамо е също така винаги под прав ъгъл, независимо къде се намира. Обикновено на „пишещия“ край се поставя права чертожна линия, която може да се използва за бързо изчертаване на поредица от успоредни линии. Тези устройства заменят по-старите системи с линеал и триъгълници и ускоряват процеса на чертане.
Един вид пантограф е използван в ранните години на звукозаписа за дублиране на фонографни цилиндри в късния 19 век.

## Други приложения
Лостови системи, подобни на пантографа, се използват и за други цели. Най-честото приложение е за връзка между електрически превозни средства (локомотиви, трамваи) с контактната мрежа, разположена над тях.
Също така пантограф е и рамото на един вид стъклочистачка, което запазва ориентацията ѝ (обикновено вертикална) през цялото ѝ движение по стъклото. Механизмът е най-често успоредник, а понякога равнобедрен трапец или много рядко неравнобедрен трапец. Едното дълго рамо се върти от задвижващия вал, а чистачката е прикрепена към късото рамо. Използва се обикновено при големи возила като автобуси, камиони и трактори.